# Врачевски манастир
Врачевският манастир „Св. св. Козма и Дамян“ или „Свети Врачи“ (на сръбски: Манастир Врачево Светих бесребреника и чудотвораца Козме и Дамјана) е средновековен православен манастир край село Врачево, Косово. Част е от Рашко-Призренската епархия на Сръбската православна църква. Църквата е обявена за паметник на културата.

## История
Католиконът е издигнат в първата половина на XIV век. Многократно е разрушаван и пален. Сегашният му изглед датира от 1860 година, за което свидетелства надпис в люнетата над южния вход на храма.

## Архитектура
В архитектурно отношение е еднокорабна сграда с триконхална основа с куполи. Вътрешността не е украсена със стенописи с изключение на Христос Вседържител в свода на притвора. Иконостасната преграда е изписана в 1899 година от дебърски майстори от Крушево и Битоля, сред които Аврам Дичов.